# Hugo Morales
Hugo Morales, né le 30 juillet 1974 à Buenos Aires (Argentine), est un footballeur argentin, qui évoluait au poste de milieu de terrain à Huracán, à Lanús, au CD Tenerife, au CA Independiente, à l'Atlético Nacional, à Millonarios et à l'Universidad Católica ainsi qu'en équipe d'Argentine.
Morales marque deux buts lors de ses neuf sélections avec l'équipe d'Argentine entre 1995 et 1996. Il participe aux Jeux olympiques en 1996 avec l'équipe d'Argentine.

## Carrière
- 1992-1995 : Huracán
- 1995-1999 : Lanús
- 1999-2002 : CD Tenerife
- 2003 : Lanús
- 2003-2004 : CA Independiente
- 2004-2005 : Atlético Nacional
- 2006 : Millonarios
- 2007 : Universidad Católica [2]

## Palmarès

### En équipe nationale
- 9 sélections et 2 buts avec l'équipe d'Argentine entre 1995 et 1996

### Avec le Club Atlético Lanús
- Vainqueur de la Coupe CONMEBOL en 1996

### Avec l'Atlético Nacional
- Vainqueur du Championnat de Colombie en 2005 (Tournoi d'ouverture)